# 21541 Friskop
A 21541 Friskop (ideiglenes jelöléssel 1998 QP16) a Naprendszer kisbolygóövében található aszteroida. A LINEAR projekt keretében fedezték fel 1998. augusztus 17-én.